# Dendropsophus miyatai
Dendropsophus miyatai es una especie de anfibios de la familia Hylidae.
Habita en Brasil, Colombia, Ecuador y Perú.
Sus hábitats naturales incluyen bosques tropicales o subtropicales secos y a baja altitud, ríos, marismas de agua dulce y corrientes intermitentes de agua. Está amenazada de extinción por la destrucción de su hábitat natural.